# Ludwik Jerzy Kern

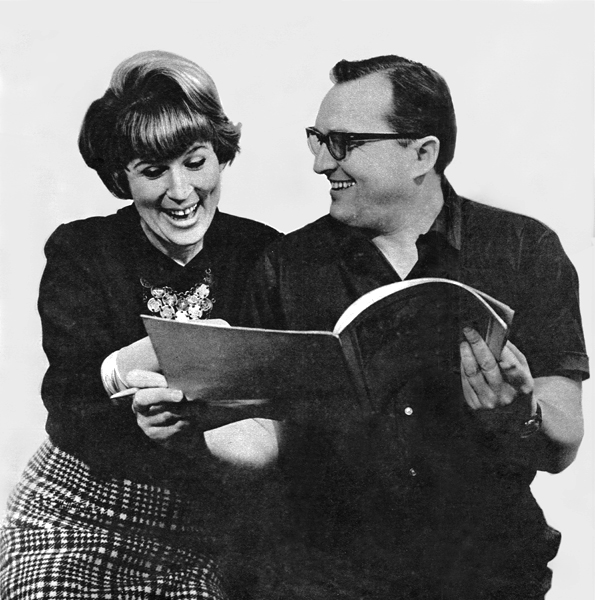
Ludwik Jerzy Kern z żoną, Martą Stebnicką, 1967

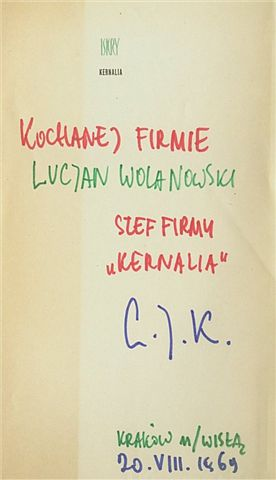
Dedykacja Ludwika Jerzego Kerna w książce „Kernalia”, dla współpracownika z „Przekroju”, Lucjana Wolanowskiego – Kraków, 20 sierpnia 1969

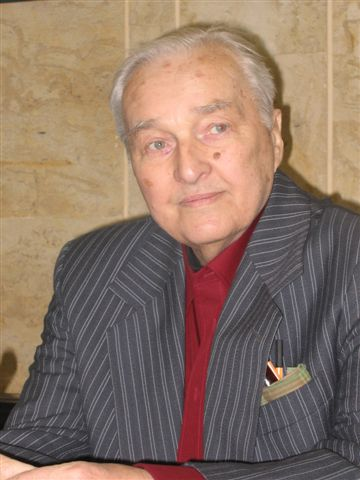
Ludwik Jerzy Kern, Biblioteka Narodowa, Warszawa, 15 marca 2006

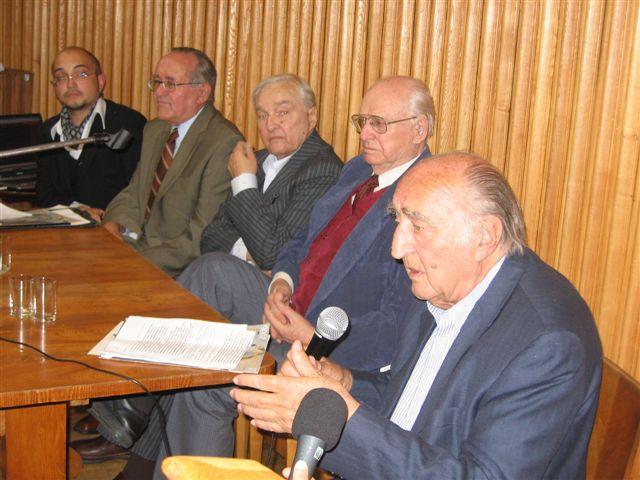
Leopold Unger, Janusz Krasiński, Ludwik Jerzy Kern i Wojciech Giełżyński w Stowarzyszeniu Pisarzy Polskich, Warszawa, 12 września 2006

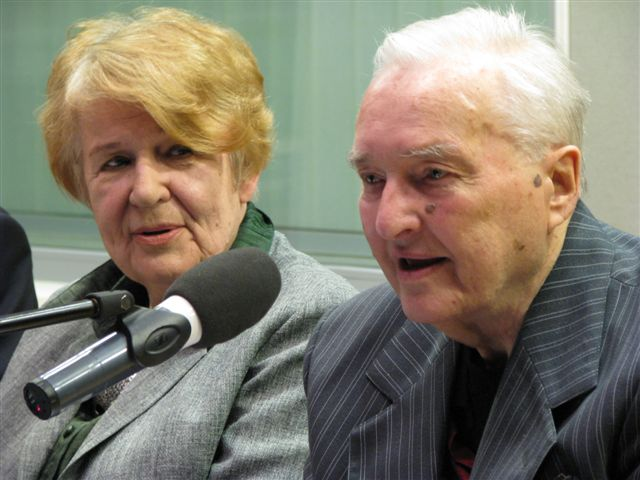
Marta Stebnicka i Ludwik Jerzy Kern, Kraków, 6 maja 2008

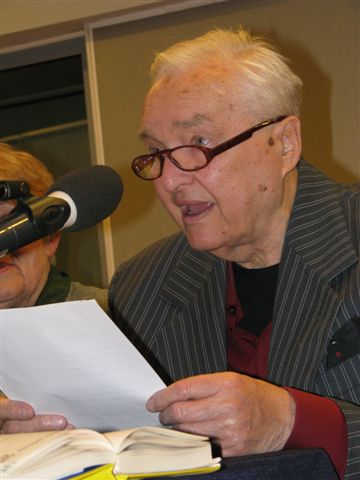
Ludwik Jerzy Kern, Kraków, 6 maja 2008

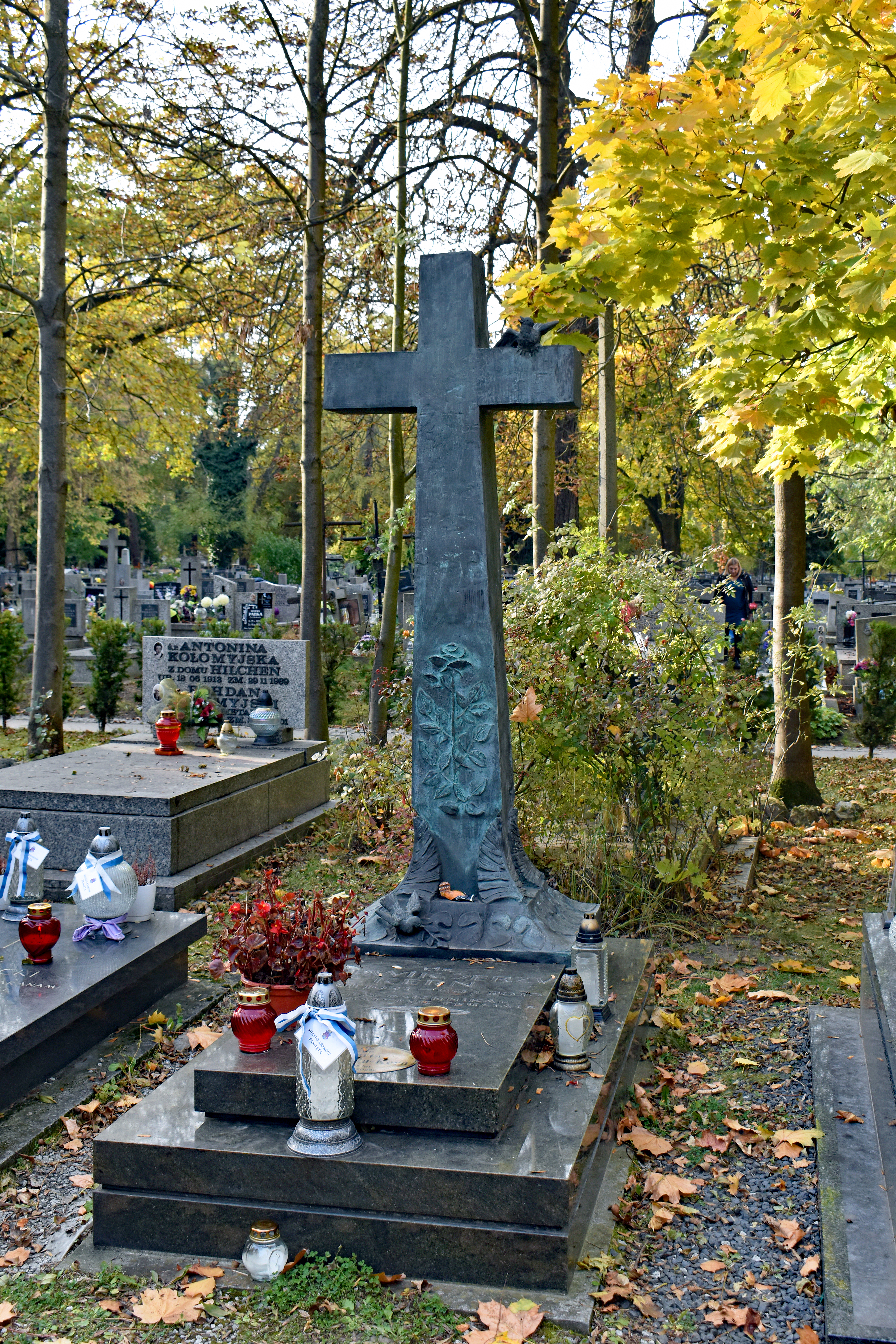
Cmentarz Rakowicki-Aleja Zasłużonych.
Grób Ludwika Jerzego Kerna oraz Marty Stebnickiej-Kern

Ludwik Jerzy Kern, ps. Dr Wist, Eljotka, Fra Lodowico Giorgio Cern, H. Olekinaz, Holekinaz, Louis George Cern, Ludwik Jerzy Coeurn, Ludwik Jerzy Życzliwy, Ob. L., Ob. L.J.K., Top (ur. 29 grudnia 1920 lub 1921 w Łodzi, zm. 29 października 2010 w Krakowie) – polski poeta, satyryk, dziennikarz, tłumacz literatury pięknej, autor tekstów piosenek.

## Życiorys
Syn Ludwika Kerna i Marii Gertner. Maturę zdał w Liceum Humanistycznym Aleksego Zimowskiego w Łodzi.
Debiutował w 1938 jako poeta w „Ilustrowanym Kuryerze Codziennym”. W okresie II wojny światowej brał udział w kampanii wrześniowej, utrzymywał się z pracy fizycznej. Po upadku powstania warszawskiego przeniósł się do Krakowa. W 1945 powstały jego pierwsze utwory satyryczne, drukowane w „Szpilkach”. Od 1947 ponownie w Łodzi, gdzie podjął pracę w Agencji Prasowej „Polpress” (przekształconej później w Polską Agencję Prasową). Współpracował następnie krótko z „Głosem Robotniczym” oraz pismem „Rózgi biją co tydzień”, podjął także (nieukończone) studia w Państwowej Wyższej Szkole Teatralnej. W 1948 zamieszkał na stałe w Krakowie.
Od 1948 do 1982 w zespole redakcyjnym tygodnika „Przekrój” (po przejściu na emeryturę, w latach 1982–2002 był nadal współpracownikiem pisma, do momentu przeniesienia redakcji do Warszawy). Redagował m.in. dział „Rozmaitości” na ostatniej stronie pisma (w tym rubryki: „O Wacusiu” i „Prosimy nie powtarzać”), publikował wiersze (m.in. cykle: „Gry i zabawy ludu polskiego”, „Imiona nadwiślańskie”, „Świąteczny bukiet”), reportaże (m.in. z Wielkiej Brytanii, Indonezji i Japonii), przekłady literackie (m.in. pod pseudonimem „H. Olekinaz”), recenzje (pod ps. „top”). Z dezaprobatą odnosił się do przeniesienia redakcji do Warszawy i późniejszych zmian w tygodniku. W 2000 ukazała się jego książka Moje abecadłowo (wydanie drugie w 2003), zawierająca sylwetki przyjaciół i znajomych, związanych głównie z „Przekrojem”. Z kolei w 2002 ukazała się książka pt. Pogaduszki (zawierająca rozmowy Kerna o „Przekroju” i środowisku literacko-artystycznym Krakowa – z Tadeuszem Bazylewiczem, Marianem Eile, Jerzym Grohmanem, Janem Kalkowskim, Stefanem Kisielewskim, Marią Koterbską, Zbigniewem Lengrenem, Tadeuszem Łomnickim, Zbigniewem K. Rogowskim, Tadeuszem Sapińskim, Christą Vogel, Jerzym Waldorffem).
Swoje utwory publikował ponadto m.in. w tygodniku „Świat”, Płomyku” i „Płomyczku”. Tłumaczył też z języka francuskiego i angielskiego, m.in. książki Roalda Dahla, Claude’a Aveline’a, Uriego Orlewa, także twórczość Isaaca Bashevisa Singera, czy Ogdena Nasha (drukowane w „Przekroju”).
Był autorem słów wielu piosenek (np. W kalendarzu jest taki dzień, Lato, lato, Wojna domowa, Nie bądź taki szybki Bill, Cicha woda), wykonywanych m.in. przez Mieczysława Fogga, Marię Koterbską, Halinę Kunicką, Zbigniewa Kurtycza, wykorzystywanych także w filmach fabularnych i serialach telewizyjnych (Tajemnica dzikiego szybu, 1956; Szatan z siódmej klasy, 1960; Wojna domowa, 1965). Był współautorem autorskich programów satyrycznych nadawanych przez Telewizję Polską (m.in. Kernalia, 1965; 3000 sekund z Ludwikiem Jerzym Kernem, 1965; Kuchenny walc, 1967; Karnawał ante portas, 1968; U fotografa, 1968; Na plaży, 1970; Porachunki małżeńskie, 1974; Kwadrans pod psem. Wiersze i piosenki, 1982; Kernalia, czyli cztery łapy, 1994).
Autor popularnych utworów dla dzieci, m.in. Ferdynand Wspaniały czy Proszę słonia, na podstawie których zrealizowano znane dobranocki. Kawaler Orderu Uśmiechu.
Pod koniec życia publikował okazjonalnie w miesięczniku „Kraków”.
Był członkiem Związku Zawodowego Dziennikarzy RP i Stowarzyszenia Dziennikarzy Polskich (1945–1951–1982), Związku Literatów Polskich (1953–1983), Stowarzyszenia Pisarzy Polskich (od 1989).
Zmarł w szpitalu po długiej i ciężkiej chorobie. Nabożeństwo pogrzebowe Ludwika Jerzego Kerna odbyło się 5 listopada 2010 w kościele ss. Norbertanek na krakowskim Zwierzyńcu. Pochowany został w alei zasłużonych na cmentarzu Rakowickim w Krakowie (kwatera LXIX pas C-2-5).

## Życie prywatne
Dwukrotnie żonaty: z Adelą Nowicką (w latach 1942–1948) oraz Martą Stebnicką (od 1954 do jego śmierci). Mieszkał w Krakowie.

## Twórczość
- Tu są bajki (Wydawnictwo Literackie 1953, 1954)
- Bajki drugie (Wydawnictwo Literackie 1954)
- Wolne wnioski (Czytelnik 1954; seria: „Biblioteka Satyry”)
- Do widzenia zwierzęta (Wydawnictwo Literackie 1956, 1966)
- Pierwszy i kilka innych wierszy (Nasza Księgarnia 1956)
- Menażeria kapitana Ali (Nasza Księgarnia 1957; Artus 1990, ISBN 83-85132-08-2; Literatura 2007, ISBN 978-83-60638-48-4)
- Wiersze i wierszyki (Iskry 1957)
- Kapitan Ali i jego pies (Wydawnictwo Literackie 1959)
- Powrót Ramony (Iskry 1961; seria: „Biblioteka Stańczyka”)
- Bajki, bajki, bajki... (Wydawnictwo Literackie 1963)
- Ferdynand Wspaniały (Nasza Księgarnia 1963, 1965, 1968, 1974, 1974, 1976, 1979, ISBN 83-10-07521-9; 1982, ISBN 83-10-07521-9; 1987, ISBN 83-10-07521-9; 1991, ISBN 83-10-07521-9; Siedmioróg 1993, ISBN 83-85193-94-4; 1997, ISBN 83-85959-64-5; Wydawnictwo Literackie 2003, ISBN 83-08-03472-1; Polityka SP/Fundacja ABCXXI Cała Polska czyta dzieciom 2008, seria: „Cała Polska czyta dzieciom”)
- Spacer z koniem (Iskry 1963, „Biblioteka Stańczyka”)
- Proszę słonia (Nasza Księgarnia 1964, 1967, 1972, 1985, ISBN 83-10-08732-2; Siedmioróg 1993, ISBN 83-85193-69-3)
- Zbudź się, Ferdynandzie (Nasza Księgarnia 1965, 1970, 1983, ISBN 83-10-0622-1-5; 1985, ISBN 83-10-08221-5; Wydawnictwo Literackie 2004, ISBN 83-08-03538-8)
- Z Florkiem przez pół świata (Nasza Księgarnia 1966)
- Zemsta szafy (Iskry 1967; seria: „Biblioteka Stańczyka”)
- Karampuk (Nasza Księgarnia 1968, 1986, 1988, ISBN 83-10-08937-6; Agencja Artystyczna Prospero 2002, ISBN 83-900822-5-X; wersja na 4 CD: Akademia Rozwoju Wyobraźni „Buka” 2006)
- Najwyższe wykształcenie (Wydawnictwo Literackie 1969)
- Kernalia (Iskry 1969; seria: „Biblioteka Stańczyka”)
- Cztery łapy (Nasza Księgarnia 1969, 1984, ISBN 83-10-08602-4; 1999, ISBN 83-10-10468-5; Wydawnictwo Literackie 2008, ISBN 978-83-08-04278-6)
- Przygoda w plamie (Nasza Księgarnia 1971)
- Podglądanie rodaków (Wydawnictwo Literackie 1972)
- Mądra poduszka (ilustr. Zbigniew Rychlicki; Nasza Księgarnia 1972, 1977, 1986, ISBN 83-10-08853-1)
- Nasze podwórko (Nasza Księgarnia 1975, 1980, ISBN 83-10-07538-3; 1990, ISBN 83-10-09113-3, ISBN 83-10-07538-3 [opr.])
- Jaśnie Pan Rym (opracowanie graficzne Jan Młodożeniec; Iskry 1982, ISBN 83-207-0279-8; seria: „Biblioteka Stańczyka”)
- Rower z rowerowa (Krajowa Agencja Wydawnicza 1976, 1980)
- Wiersze pod choinkę (Krajowa Agencja Wydawnicza 1983, ISBN 83-03-00078-0; 1990, ISBN 83-03-03145-7, ISBN 83-03-03146-5 [opr.])
- Pierwszy (Nasza Księgarnia 1988, ISBN 83-03-02187-7; seria: „Z wiewiórką”)
- Bukiet z wierszy (Nasza Księgarnia 1990, ISBN 83-10-09224-5)
- Portrety kwiatów (Wydawnictwo Kwiaty 1992, ISBN 83-900786-0-0)
- Żółta lokomotywa (Agencja Wydawnicza i Reklamowa Akces 1995, ISBN 83-903394-5-5)
- Kolekcja (ilustr. Jerzy Flisak; Agencja Wydawnicza i Reklamowa Akces 1996, ISBN 83-906496-3-2)
- Same rodzynki (Siedmioróg 1997, ISBN 83-7162-240-6)Wiersze dla dzieci (Podsiedlik Raniowski i Spółka 1998, ISBN 83-7212-110-9)[Oliwia]
- Moje abecadłowo (Wydawnictwo Literackie 2000, ISBN 83-08-03057-2; 2003, ISBN 83-08-03467-5)
- Łapy pióra i rymów cała fura (Wyd. Literatura 2002, ISBN 83-88484-84-2; 2006, ISBN 83-89409-75-5)
- Niespodzianka (Literatura 2002, ISBN 83-88484-72-9; Liwona Sp. z o.o. 2003, 2004, ISBN 83-89052-39-3)
- O Wacusiu, czyli Saga rodu Falczaków (The Falczaks): powieść współczesna, wybitnie krótkoodcinkowa / wymyślił, podsłuchał, podpatrzył, powyonacał Ludwik Jerzy Kern (Wydawnictwo Literackie 2002, ISBN 83-08-03306-7)
- Pogaduszki (Wydawnictwo Literackie 2002, ISBN 83-08-03194-3)
- Imiona nadwiślańskie (Wydawnictwo Literackie 2003, ISBN 83-08-03469-1)
- Ludwik Jerzy Kern (wybór wierszy; wstęp i oprac. edytorskie Grzegorz Leszczyński; ilustr. Suren Vardanian; Wilga 2003, ISBN 83-7375-045-2)
- Wiersze (Wilga 2003, ISBN 83-7156-733-2)
- Dyskretne podglądanie rodaków (Wydawnictwo Literackie 2004, ISBN 83-08-03638-4)
- Kot rybołówca (Wilga 2004, ISBN 83-7375-177-7, ISBN 83-7156-823-1; 2007, ISBN 978-83-7375-504-8, seria: „Poeci dzieciom”)
- Co w drókó piszczy, czyli póstynia błendofska (Wydawnictwo Literackie 2006, ISBN 83-08-03849-2)
- Kapitan dalekomorskiej wanny (Literatura 2006, ISBN 83-60638-08-X)
- Konik polny i mrówka (2007, ISBN 978-83-7375-671-7, seria: „Poeci dzieciom”)
- Litery cztery (wiersze prawie wszystkie) (wybór: Krzysztof Lisowski; Wydawnictwo Literackie 2008, ISBN 978-83-08-04206-9)
- Nosorożce w dorożce i inne wiersze (wersja na CD; Akademia Rozwoju Wyobraźni „Buka” 2009, ISBN 978-83-922248-5-3)

## Publikacje w pracach zbiorowych
- Wspomnienie o Lucjanie Wolanowskim, [w:] Wokół reportażu podróżniczego. Tom 3. Lucjan Wolanowski (1920–2006). Studia – szkice – materiały (Wydawnictwo Uniwersytetu Śląskiego, Katowice 2009, seria: „Prace naukowe Uniwersytetu Śląskiego nr 2683”, ISBN 978-83-226-1802-8, ISSN 0208-6336).

## Przekłady (wybór)
- Claude Aveline, Historyjki o lwie, o słoniu, o kotku i kilka innych jeszcze w środku (Nasza Księgarnia 1957, 1968)
- Claude Aveline, Tik-Tak (Nasza Księgarnia 1967, wydanie pt. Drzewo Tik-Tak: Nasza Księgarnia 1968)
- Claude Aveline, O lwie, który lubił tylko truskawki (Nasza Księgarnia 1970)
- Roald Dahl, Jakubek i brzoskwinia olbrzymka (Nasza Księgarnia 1982, ISBN 83-10-08000-X; 1989, ISBN 83-10-09366-7)
- Uri Orlew, Wyspa na ulicy Ptasiej (Nasza Księgarnia 1990, ISBN 83-10-09528-7)

## Opracowania
- Marian Załucki, Kpiny i kpinki (Wydawnictwo Literackie 1985, ISBN 83-08-01167-5)

## Ekranizacje
- 1968: Proszę słonia – serial
- 1975–1977: Ferdynand Wspaniały – serial
- 1978: Proszę słonia – film pełnometrażowy

## Ordery i odznaczenia
- Krzyż Oficerski Orderu Odrodzenia Polski (1998)[8]
- Krzyż Kawalerski Orderu Odrodzenia Polski (1980)
- Złoty Krzyż Zasługi (1973)
- Medal 10-lecia Polski Ludowej (1955)[9]
- Medal Komisji Edukacji Narodowej (1977)
- Order Uśmiechu (1972; wicekanclerz Międzynarodowej Kapituły Orderu Uśmiechu)
- Odznaka „Zasłużony Działacz Kultury” (1975)
- Medal 90-lecia ZAiKS-u (2009)[10]
- Złota Odznaka „Za Pracę Społeczną dla m. Krakowa” (1975)
- Medal Polskiej Sekcji IBBY za całokształt twórczości (2007)

## Nagrody i wyróżnienia
- Nagroda Prezesa Rady Ministrów za twórczość dla dzieci (1976)
- Nagroda Miasta Krakowa (1979)[11]
- Nagroda Prezesa Rady Ministrów za twórczość dla dzieci (1979)
- Medal Instytutu Wydawniczego „Nasza Księgarnia” za twórczość dla dzieci (1981)
- Nagroda rzymskiego miesięcznika „Scena Illustrata” – Premio Internazionale „Il migliori dell anno” (1986)
- Nagroda im. Andrzeja Waligórskiego (1996)
- Nagroda Wojewody Krakowskiego w dziedzinie kultury i sztuki (1997)
- Nagroda Krakowska Książka Miesiąca (2000)
- Nagroda Ministra Kultury i Dziedzictwa Narodowego w dziedzinie literatury (2008)